# PRCD
PRCD (англ. Photoreceptor disc component) – білок, який кодується однойменним геном, розташованим у людей на короткому плечі 17-ї хромосоми. Довжина поліпептидного ланцюга білка становить 54 амінокислот, а молекулярна маса — 6 007.
| 10         |  | 20         |  | 30         |  | 40         |  | 50         |
| ---------- |  | ---------- |  | ---------- |  | ---------- |  | ---------- |
| MCTTLFLLST |  | LAMLWRRRFA |  | NRVQPEPSDV |  | DGAARGSSLD |  | ADPQSSGREK |
| EPLK       |  |            |  |            |  |            |  |            |

A: Аланін

C: Цистеїн

D: Аспарагінова кислота

E: Глутамінова кислота

F: Фенілаланін

G: Гліцин

K: Лізин

L: Лейцин

M: Метіонін

N: Аспарагін

P: Пролін

Q: Глутамін

R: Аргінін

S: Серин

T: Треонін

V: Валін

Локалізований у цитоплазмі, ендоплазматичному ретикулумі, апараті гольджі.
Також секретований назовні.